# نبرد آنگائور

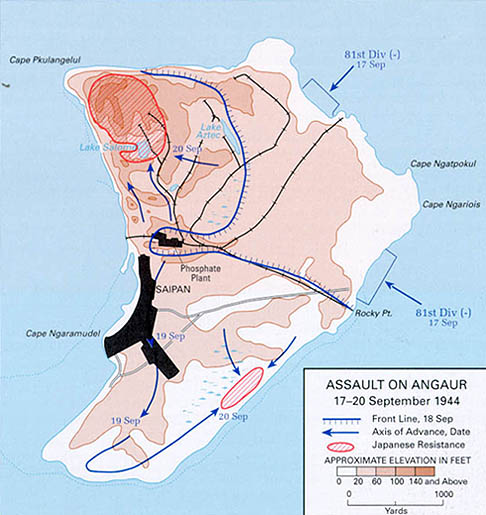
نقشهٔ نبرد آنگائور

نبرد آنگائور نبردی بود در جنگ اقیانوس آرام در خلال جنگ جهانی دوم که در بازهٔ زمانی ۱۷ سپتامبر تا ۲۲ اکتبر ۱۹۴۴ میلادی در جزیرهٔ آنگائور در پالائو رخ‌داد. این نبرد بخشی از رشته‌عملیات جزایر پالائو و ماریانا بود که از ژوئن تا نوامبر ۱۹۴۴ در جبههٔ اقیانوس آرام در جریان بود. طرفین درگیری نیروهای ایالات متحده آمریکا و امپراتوری ژاپن بودند و جنگ با پیروزی آمریکایی‌ها و شکست ژاپن به پایان رسید.